# Fernand Gonder
Fernand Gonder (Bordeus, 12 de juny de 1883 – Tonnay-Charente, Charente-Maritime, 10 de març de 1969) va ser un atleta francès que va competir a començaments del segle xx. Especialista en salt de perxa, el 1906 va prendre part en els Jocs Olímpics disputats a Atenes, on guanyà la medalla d'or en aquesta especialitat. El 1912 finalitzà en 15a posició en la mateixa prova. Fou campió francès el 1904, 1905, 1913 i 1914, i segon el 1912.